# Solko van den Bergh
Solko van den Bergh (n. 4 iunie 1854, Haga, Olanda de Sud, Țările de Jos – d. 25 decembrie 1916, Haga, Olanda de Sud, Țările de Jos) a fost un trăgător de tir ce a reprezentat Regatul Țărilor de Jos, medaliat olimpic. A participat la o ediție a Jocurilor Olimpice (1900) în care a câștigat o medalie de bronz.

## Participări
Lista de mai jos prezintă principalele competiții la care a participat Solko van den Bergh de-a lungul carierei.
- shooting at the 1900 Summer Olympics – men's 50 metre team pistol[*]